# Commissione delle Nazioni Unite per lo sviluppo sociale
La Commissione delle Nazioni Unite per lo sviluppo sociale (anche UNCSD, United Nations Commission for Social Development) è una commissione del Consiglio economico e sociale delle Nazioni Unite.
Gli obiettivi della commissione, composta da 46 stati scelti a rotazione dall'ECOSOC, sono quelli di sviluppare lo sviluppo sociale per garantire migliori aspettative di vita alle popolazioni disagiate al fine di garantire a tutti gli esseri umani pari possibilità di sviluppo, supervisionare alle decisioni prese dall'ECOSOC, coordinare l'azione della comunità internazionali rintracciando le zone del mondo in cui è più urgente l'aiuto economico e aiutare i paesi poveri nei propri programmi di sviluppo economico.
Al 2018 il presidente della commissione è Nikulás Hannigan.